# Lilian Drescher
Lilian Drescher (23 maggio 1965) è un'ex tennista venezuelana naturalizzata svizzera.

## Biografia
Nata in Venezuela ha ottenuto la cittadinanza Svizzera ad inizio anni 1980 gareggiando per la maggior parte della carriera sotto la bandiera elvetica, si è sposata con il collega greco Nicolas Kelaidis iniziando ad usare il cognome da coniugata.

## Carriera
A livello giovanile ha raggiunto i quarti di finale nel singolare ragazze a Roland Garros 1982, tra le adulte ha gareggiato in tutti i tornei dello Slam avanzando in tre occasioni al secondo turno. Alle olimpiadi di Los Angeles 1984, in cui il tennis era uno sport dimostrativo, ha raggiunto i quarti di finale venendo sconfitta da Raffaella Reggi.
Ha giocato una finale nel circuito principale, a Tokyo 1984 è riuscita a conquistare il titolo senza cedere set alle avversarie e superando nell'incontro decisivo la statunitense Shawn Foltz per 6-4, 6-2.
Ha fatto parte della squadra svizzera di Fed Cup nel biennio 1984-85 vincendo cinque incontri e perdendone tre.

## Statistiche

### Singolare

#### Vittorie (1)
| Numero | Anno | Torneo                                 | Superficie | Avversaria in finale | Punteggio |
| 1.     | 1984 | Japan Open Tennis Championships, Tokyo | Cemento    | Shawn Foltz          | 6–4, 6–2  |